# Scytodes aruensis
Scytodes aruensis är en spindelart som beskrevs av Embrik Strand 1911. Scytodes aruensis ingår i släktet Scytodes och familjen spottspindlar. Inga underarter finns listade i Catalogue of Life.